# 天鶴座ρ
天鶴座ρ，又名CD-4216049，HD 215104、SAO 231265、HR 8644，是天鶴座的一颗恒星，视星等为4.85，位于銀經356，銀緯-60.2，其B1900.0坐标为赤經22h 37m 42.1s，赤緯-41° -60.2′ 8″。